# Инвазивне биљне врсте Србије
Инвазивне биљне врсте Србије су оне, углавном стране врсте, које на овом простору угрожавају биодиверзитет на генетском, специјском и екосистемском нивоу. У Србији данас има преко 100 врста биљака које су стекле инвазивни статус, а тај број тежи да се повећава како се повремено откривају нове придошлице. Праћењем инвазивних врста баве се заводи за заштиту природе, катедре биолошких наука и пољопривредни институти.

## Проблематика инвазивности
Проблем са инвазивношћу биљних врста у Србији је тај што се стране врсте које нападају ново подручје одмах почињу неконтролисано ширити. Ове инвазивне биљне врсте су натурализоване биљне врсте које производе репродуктивно потомство, често у веома великом броју и на значајној удаљености од родитељских биљака. Оне поседују потенцијал да се прошире преко великих површина малог и/или ширег простора Балканског полуострва.
Упркос наведеног, постоји јавна полемика у односу на инвазивни статус појединих врста, пошто на проблематику другачије гледају различите примењене науке (нпр. хортикултура) и тај статус другачије виде разне заинтересоване стране (нпр. пчелари). Рецимо, неке у заштити природе омражене алохтоне врсте дрвећа које се у природи тешко искорењују (на пример кисело дрво и багрем) трпе се, па и саде у градским парковима и дрворедима.

### Багрем и свиленица као примери полемичног случаја
Багрем, који је 1601. године унет из Северне Америке као украсно дрво, данас се у Европи толико аклиматизовао, да многи и не знају да није домаћа врста. Аргументација и говор о његовој инвазивности новијег је порекла, исто као што су и наука о човековој средини и екологији релативно нове области. Другачије размишља о багрему биолог, а другачије пчелар или техничар пејзажне архитектуре. Пчелари аргументују о користи багрема као медоносне биљке. У Мађарској су рецимо 2014. багрем и његов мед проглашени дрветом и продуктом од националног значаја (хунгарикум), у исто време када багрем има статус инвазивне биљке у свим чланицама Европске уније. Међутим, нико се не би сетио да аргументује у корист отровне биљке свиленица која је као и бaгрем дошла из Америке и у скорије време постала неискорењива пошаст. Поред чињенице да њени – иначе атрактивни и миришљави – цветови дају одличан мед, исти убијају један број пчела (подједнако домаће као и корисне пољске бумбаре), као и многе дневне лептире који се заглаве у лепљиве полинаријуме сложене крунице (лат. paracorolla).
Што се багрема тиче, шумари опет имају свој аргумент да је злата вредан у везивању покретних пескова (види: ерозија). Постоји обимна шумарска литература о багрему, од пошумљавања Делиблатске пешчаре у 19. веку па наовамо. С друге стране, багрем је такође отровна биљка. За човека су опасни фитотоксини фазин и робин који се налазе у кори и семену (једино је цвет јестив), а за биљке састојци алеопатског карактера који настају разлагањем листова у стељи, спречавајући раст зељастог биља. То је један од разлога зашто је приземна вегетација багремове шуме тако пуста, а и због тога што багрем као и све махунарке на корену има бактерије које врше синтезу азота из ваздуха (азотофиксација), а такву средину трпе само малобројне нитрофилне биљке, као коприва, руса и зова. Багрем се на стаништима која му одговарају толико агресивно шири, да је пример инвазивне биљке која је инвазивна чак и у својој прапостојбини.

## Подела врста према инвазивности
Инвазивне врсте
Врсте које су означене као „јако инвазивне“ спадају у најизраженије представнике инвазивне флоре у Србији. То су „агресивни“ инвазивни представници који освајају природна и полуприродна станишта без директне помоћи људског деловања, репродукују се спонтано и опстају у стабилним
популацијама. Посматрано на регионалном нивоу, ове врсте такође спадају у јасно препознате инвазивне врсте и у суседним земљама (Црна Гора, Македонија, Босна и Херцеговина, Хрватска), али и шире у Европи.
Спорадично инвазивне врсте
Ове врсте су у односу на претходну групу забележене на знатно мањем броју природних и полуприродних станишта у Србији, односно локализоване су на мања подручја или регионе (Војводина, западна Србија) или само одређене локалитете и типове станишта (поред одређених река, у неким шумама и сл.). Типична станишта таквих врста у Србији су антропогено настале и одржаване површине, одакле се повремено субспонтано шире.    
Потенцијално инвазивне врсте
Ове врсте су углавном представници рудералне флоре, односно везане су за станишта са јасно израженим антропогеним утицајем. Ове врсте свој инвазивни потенцијал остварују на многим антропогено створеним  на природним и полуприродни мстаништима Србије. Међутим, узимајући у обзир да су ове врсте већ исказале своју инвазивност у појединим суседним земљама у региону и шире, могле би неке од њих ускоро постати инвазивне и у Србији и стога се препоручује њихово праћење.

## Инвазивна флора Србије[б]
Сагледавајући проблематику инвазивних биљних врста Србије са становишта заштите природе и узимајући у обзир све тренутно расположиве податке, сачињен је списак инвазивне флоре Србије, према препознатљивости биљних таксона који су потврђени као инвазивни у различитим природним и полуприродним стаништима Србије.
Са листе су искључени они таксони који се искључиво срећу на површинама које су под снажним и сталним антропогеним утицајем - рудерална станишта, урбанизоване средине, путна инфраструктура, расадници, паркови и дрвореди, плантаже, грађевине, гробља, камени и бетонски канали и слично. У списку уз сваки таксон наведан је и процењен степен инвазивности (јако инвазивна, спорадично инвазивна, потенцијално инвазивна).
Наведена листа настала је као производ тренутно расположивих теренских података и сазнања из литературе. Зато се у наредном периоду очекује да ће она будућим активностима, пре свега научно-
стручне јавности, али и других заинтересованих страна бити употпуњена и прецизније дефинисана правим карактеристикама инвазивности инвазивних таксона.
| Фамилија         | Латински назив              | Српски назив         | Скала инвазивности     |
| ---------------- | --------------------------- | -------------------- | ---------------------- |
| Aceraceae        | Acer negundo                | јасенолосни јавор    | јако инвазивна         |
| Asclepiadaceae   | Asclepias syriaca           | циганско перје       | јако инвазивна         |
| Compositae       | Ambrosia artemisiifolia     | амброзија            | јако инвазивна         |
| Compositae       | Aster lanceolatus           | звездица             | јако инвазивна         |
| Compositae       | Bidens frondosa             | козји рогови         | јако инвазивна         |
| Compositae       | Erigeron annuus             | красолика            | јако инвазивна         |
| Compositae       | Erigeron canadensis         | репушњача            | јако инвазивна         |
| Compositae       | Helianthus tuberosus        | чичока, морска репа  | јако инвазивна         |
| Compositae       | Solidago gigantea           | голема златица       | јако инвазивна         |
| Cucurbitaceae    | Echinocystis lobata         | јежасти краставац    | јако инвазивна         |
| Gramineae        | Echinochloa crus-galli      | велики мухар         | јако инвазивна         |
| Gramineae        | Paspalum distichum          | троскот дивљи        | јако инвазивна         |
| Hydrocharitaceae | Elodea canadensis           | водена куга          | јако инвазивна         |
| Hydrocharitaceae | Elodea nuttallii            | нуталова водена куга | јако инвазивна         |
| Leguminosae      | Amorpha fruticosa           | багремац             | јако инвазивна         |
| Leguminosae      | Robinia pseudoacacia        | багрем               | јако инвазивна         |
| Polygonaceae     | Reynoutria japonica         | реинутрија           | јако инвазивна         |
| Simaroubaceae    | Ailanthus altissima         | пајасен, кисело дрво | јако инвазивна         |
| Ulmaceae         | Celtis occidentalis         | амерички копривић    | јако инвазивна         |
| Azollaceae       | Azolla filiculoides         | азола                | спорадично инвазивна   |
| Balsaminaceae    | Impatiens glandulifera      | недирак              | спорадично инвазивна   |
| Balsaminaceae    | Impatiens parviflora        | -                    | спорадично инвазивна   |
| Compositae       | Artemisia verlotiorum       | -                    | спорадично инвазивна   |
| Compositae       | Aster × versicolor          | разнобојни звездан   | спорадично инвазивна   |
| Compositae       | Galinsoga ciliata           | коница               | спорадично инвазивна   |
| Compositae       | Galinsoga parviflora        | коница               | спорадично инвазивна   |
| Compositae       | Rudbeckia laciniata         | пупавица             | спорадично инвазивна   |
| Compositae       | Solidago canadensis         | штап светога Јозефа  | спорадично инвазивна   |
| Compositae       | Xanthium italicum           | зелена боца          | спорадично инвазивна   |
| Cruciferae       | Armoracia rusticana         | хрен                 | спорадично инвазивна   |
| Gramineae        | Sorghum halepense           | коштан               | спорадично инвазивна   |
| Oleaceae         | Fraxinus americana          | амерички јасен       | спорадично инвазивна   |
| Oleaceae         | Fraxinus pennsylvanica      | пенсилвански јасен   | спорадично инвазивна   |
| Onagraceae       | Oenothera biennis           | жути ноћурак         | спорадично инвазивна   |
| Phytolaccaceae   | Phytolacca americana        | винобојка            | спорадично инвазивна   |
| Polygonaceae     | Reynoutria sachalinensis    | -                    | спорадично инвазивна   |
| Ulmaceae         | Ulmus pumila                | сибирски брест       | спорадично инвазивна   |
| Rosaceae         | Prunus padus                | сремза               | спорадично инвазивна   |
| Rosaceae         | Prunus serotina             | касна сремза         | спорадично инвазивна   |
| Vitaceae         | Parthenocissus quinquefolia | петолисни бршљан     | спорадично инвазивна   |
| Vitaceae         | Vitis riparia               | -                    | спорадично инвазивна   |
| Amaranthaceae    | Amaranthus retroflexus      | штир, ђипан          | потенцијално инвазивна |
| Balsaminaceae    | Impatiens noli-tangere      | прскавац             | потенцијално инвазивна |
| Compositae       | Aster novi-belgii           | новобелгијски астер  | потенцијално инвазивна |
| Compositae       | Aster × salignus            | звездица             | потенцијално инвазивна |
| Compositae       | Aster tradescantii          | -                    | потенцијално инвазивна |
| Compositae       | Conyza albida               | -                    | потенцијално инвазивна |
| Compositae       | Conyza sumatrensis          | -                    | потенцијално инвазивна |
| Compositae       | Helianthus decapetalus      | -                    | потенцијално инвазивна |
| Compositae       | Iva xanthifolia             | ива                  | потенцијално инвазивна |
| Compositae       | Matricaria discoidea        | жута камилица        | потенцијално инвазивна |
| Compositae       | Xanthium spinosum           | мали чичак           | потенцијално инвазивна |
| Compositae       | Xanthium strumarium         | зелена боца          | потенцијално инвазивна |
| Convolvulaceae   | Cuscuta campestris          | вилина косица        | потенцијално инвазивна |
| Cucurbitaceae    | Bryonia dioica              | тиква                | потенцијално инвазивна |
| Cyperaceae       | Cyperus strigosus           | амерички шиљ         | потенцијално инвазивна |
| Euphorbiaceae    | Euphorbia maculata          | -                    | потенцијално инвазивна |
| Gramineae        | Cenchrus incertus           | -                    | потенцијално инвазивна |
| Gramineae        | Eleusine indica             | кокошија нога        | потенцијално инвазивна |
| Juncaceae        | Juncus tenuis               | зуква                | потенцијално инвазивна |
| Moraceae         | Broussonetia papyrifera     | дудовац              | потенцијално инвазивна |
| Onagraceae       | Oenothera depressa          | -                    | потенцијално инвазивна |
| Oxalidaceae      | Oxalis stricta              | зечја соца           | потенцијално инвазивна |
| Polygonaceae     | Reynoutria x bohemica       | -                    | потенцијално инвазивна |
| Scrophulariaceae | Veronica persica            | кокошија љубица      | потенцијално инвазивна |
| Solanaceae       | Datura stramonium           | татула               | потенцијално инвазивна |
| Solanaceae       | Lycium barbarum             | жива ограда          | потенцијално инвазивна |
| Solanaceae       | Solanum elaeagnifolium      | -                    | потенцијално инвазивна |